# Nederlands Instituut voor Biologie
Het Nederlands Instituut voor Biologie (NIBI) is de landelijke Nederlandse beroepsvereniging voor biologen. Het houdt zich bezig met onderwijs, arbeidsmarktbemiddeling en het huisvest het Expertise Centrum Biologie (ECB).
Het geeft het tijdschrift Bionieuws uit, het vakblad voor biologen. Daarnaast werkt het mee aan de Commissie Vernieuwing Biologie Onderwijs (CVBO). Tot aan 2005 gaf het NIBI ook Niche uit, het vakblad voor het biologieonderwijs.
De vereniging heeft meer dan 5000 leden en had in 2013 een bestuur van 13 leden, de secretaris van het bestuur anno 2013 is Leen van den Oever. Het NIBI heeft een kantoor in Utrecht en (in 2013) een vaste staf van acht medewerkers en Leen van den Oever voert de directie.